# Apatania sinensis
Apatania sinensis is een schietmot uit de familie Apataniidae. De soort komt voor in het Oriëntaals en het Palearctisch gebied.